# My Name

My Name es el cuarto álbum coreano de estudio de BoA, lanzado el 15 de junio del 2004. También tiene una versión internacional que fue vendida en China, y que incluye nuevas versiones de dos de sus canciones en chino. Este es su álbum que BoA abandona lo “lindo” y “juvenil”, que ahora se centra en un carácter maduro, en una imagen “sensual” y “provocativa”.

## Lista de canciones
Canciones promocionales están en negrita.
1. My Name
2. Spark
3. I Got U
4. My Prayer (기도)
5. 완전한 날개 (One Wings-Embracing Each Other)
6. 두근두근 (Pit-A-Pat)
7. I Kiss
8. Don't Give a Damn (상관없어)
9. 그럴 수 있겠지...!? (Maybe... Maybe Not?)
10. Etude
11. 인사 (Good-Bye)
12. Feel Me
13. 바보같죠 (Stay in Love)
14. We (우리)
---
15. My Name (Chinese Version)
16. My Prayer (Chinese Version)